# Nico Rosberg
Nico Erik Rosberg (in tedesco: [ˈʁɔːzbɛʁk]; in finlandese: [ˈruːsbæri]; Wiesbaden, 27 giugno 1985) è un ex pilota automobilistico tedesco con cittadinanza finlandese, campione del mondo di Formula 1 nel 2016.
Nella massima categoria automobilistica, da cui si è ritirato al termine della stagione del suo unico titolo iridato, ha ottenuto 23 successi e 30 pole position, oltre al Trofeo Pole FIA nel 2014 correndo per Mercedes e nel 2016 il DHL Fastest Lap Award, attribuito al pilota che ottiene il più alto numero di giri veloci. Prima di esordire in Formula 1 con la Williams Rosberg è stato il primo vincitore della GP2 Series.
Il suo numero di gara era il 6, lo stesso col quale il padre Keke Rosberg divenne campione del mondo nel 1982.

## Carriera

### Gli inizi
(Nico Rosberg)

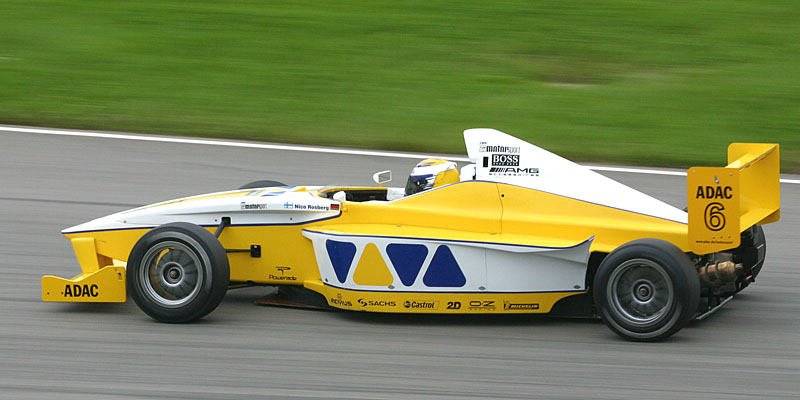
Rosberg alla guida di una vettura di Formula BMW nel 2002

Figlio di Keke Rosberg, campione del mondo di Formula 1 nel 1982, Nico cominciò la sua carriera nel karting nel 1996, all'età di 11 anni. Nel 2002 passò alle corse in monoposto, debuttando nel campionato tedesco di Formula BMW e conquistando nove gare delle venti complessive e il primo posto in classifica finale. Questi buoni risultati gli valsero la possibilità di effettuare un test al volante di una Williams - BMW, diventando il più giovane pilota nella storia a guidare una vettura di Formula 1. Passato a competere nel campionato europeo di F3, nel suo primo anno concluse ottavo in classifica con un successo e l'anno successivo giunse quarto con tre vittorie all'attivo.
Nel 2005 Rosberg passò alla GP2 nel team ART Grand Prix. Dopo un lungo confronto con Heikki Kovalainen il pilota tedesco ebbe la meglio e divenne il primo campione nella storia della serie con 120 punti e cinque vittorie totali.
Rosberg corre con licenza tedesca, ma ha corso anche con quella finlandese, detenendo anche la cittadinanza del Paese nordico.

### Formula 1

#### Williams (2006-2009)

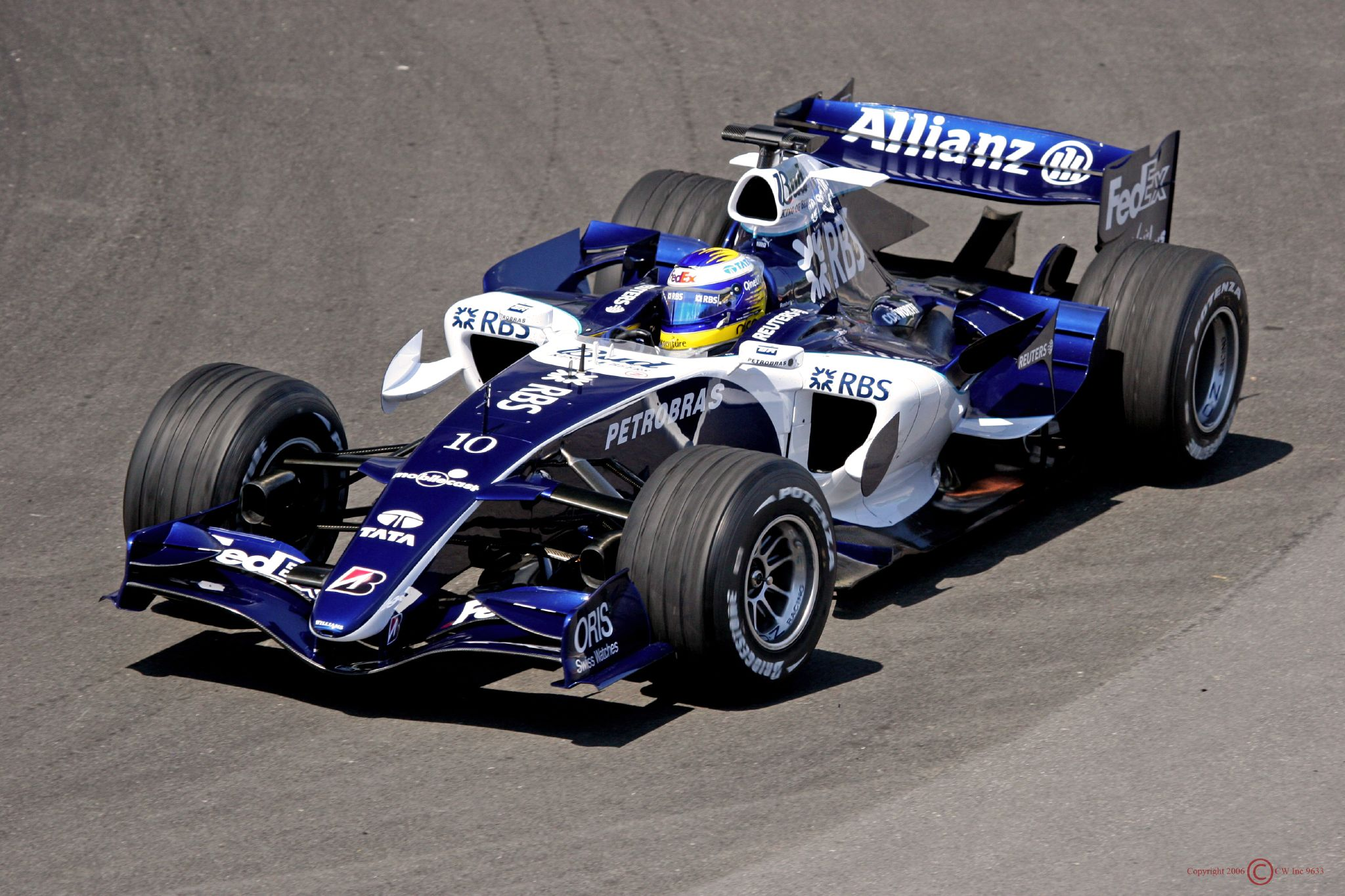
Rosberg in azione nel Gran Premio del Canada 2006

##### 2006
Per il campionato 2006 Rosberg fu ingaggiato come pilota titolare dalla Williams, che nel frattempo aveva perso l'appoggio della BMW, dopo aver svolto diversi test con le monoposto del team britannico durante la stagione precedente. Al debutto assoluto nel Gran Premio del Bahrain Rosberg chiuse in settima posizione, compiendo diversi sorpassi dopo essere scivolato in fondo al gruppo per un contatto subito dopo il via. In quell'occasione Rosberg fece segnare anche il giro più veloce in gara, diventando il pilota più giovane nella storia della Formula 1 a raggiungere questo traguardo. Nel successivo Gran Premio della Malesia Rosberg conquistò il terzo posto in qualifica, ma si dovette ritirare nelle prime fasi di gara per un guasto meccanico. Nel prosieguo della stagione la scarsa affidabilità della vettura e alcuni errori gli impedirono di ottenere risultati di rilievo. Dopo la prima gara il pilota tedesco conquistò solo un altro piazzamento a punti, il settimo posto nel Gran Premio d'Europa. Anche in questa occasione Rosberg fu costretto ad una rimonta dopo essere scattato dalla ventiduesima posizione in griglia in seguito alla penalità per avere sostituito il motore dopo le prove. Nel Gran Premio del Canada il pilota tedesco si piazzò in sesta posizione in qualifica, ma fu costretto al ritiro dopo essere stato speronato da Juan Pablo Montoya. In Brasile, nell'ultima gara della stagione, Rosberg tamponò il compagno di squadra durante la prima tornata, mettendo fine alla gara di entrambi.

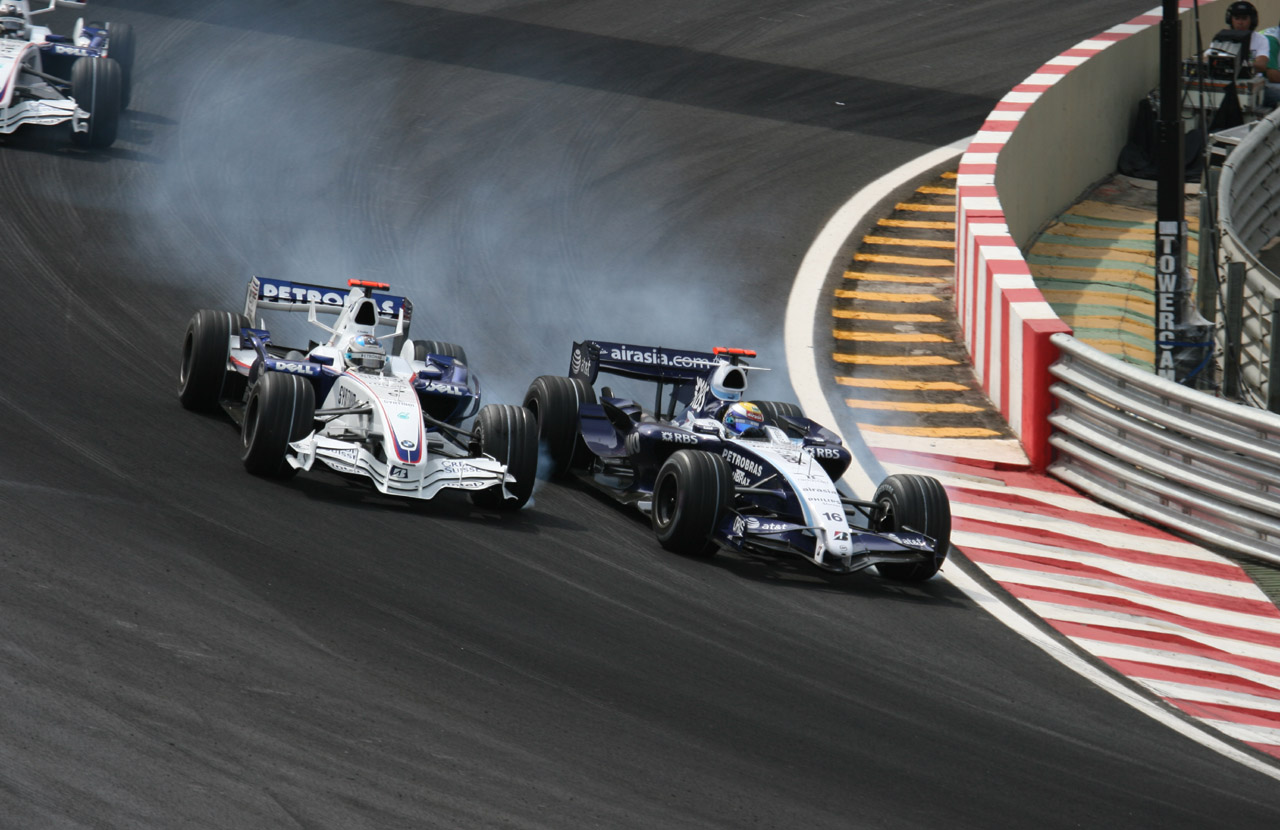
Rosberg compie un sorpasso ai danni di Nick Heidfeld nel Gran Premio del Brasile 2007

##### 2007
Confermato dalla Williams per la stagione 2007 al fianco di Alexander Wurz, Rosberg conquistò un settimo posto nella gara d'apertura in Australia. Pur ottenendo delle buone prestazioni in qualifica, come il quinto posto in griglia nel Gran Premio di Monaco, nelle prime dieci gare del campionato il pilota tedesco marcò punti solamente nel Gran Premio di Spagna in cui giunse sesto. Nelle quattro gare successive Rosberg conquistò due settimi e due sesti posti, qualificandosi costantemente tra i primi dieci; nel Gran Premio del Brasile il pilota tedesco ottenne il miglior risultato stagionale, chiudendo in quarta posizione. Rosberg risultò nettamente più competitivo del compagno di squadra Alexander Wurz soprattutto in qualifica, conquistando venti punti e il nono posto in classifica assoluta.

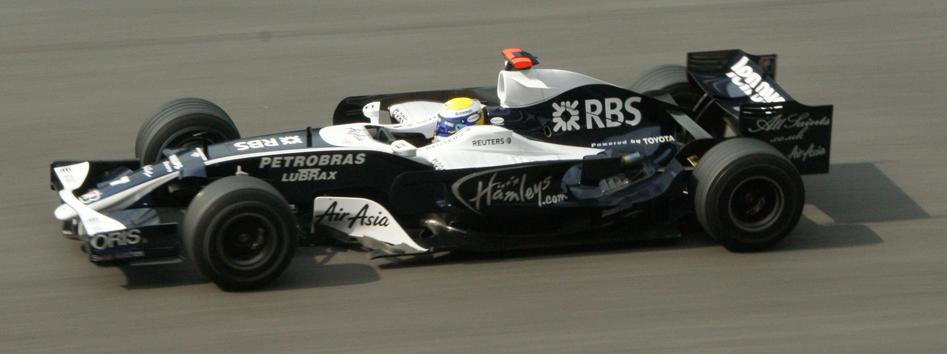
Rosberg in Malesia nel 2008

##### 2008
Nel 2008 Rosberg iniziò la stagione con il primo podio in carriera, giungendo terzo nella travagliata gara inaugurale di Melbourne. Nelle gare successive la scarsa competitività della monoposto gli impedì di lottare per posizioni di rilievo; le uniche eccezioni furono il Gran Premio di Monaco e il Gran Premio del Canada, ma in entrambe le occasioni Rosberg fu coinvolto in diversi contatti, compromettendo il risultato finale. Dopo aver marcato solo tre punti nelle tredici gare precedenti, nell'inedito Gran Premio di Singapore Rosberg conquistò il secondo podio stagionale, chiudendo in seconda posizione alle spalle di Fernando Alonso. Il pilota tedesco condusse la gara per diversi giri prima di essere penalizzato per aver rifornito in regime di safety car. Nelle ultime gare della stagione Rosberg non ottenne altri piazzamenti di rilievo, chiudendo l'anno con 17 punti e la tredicesima posizione in classifica.

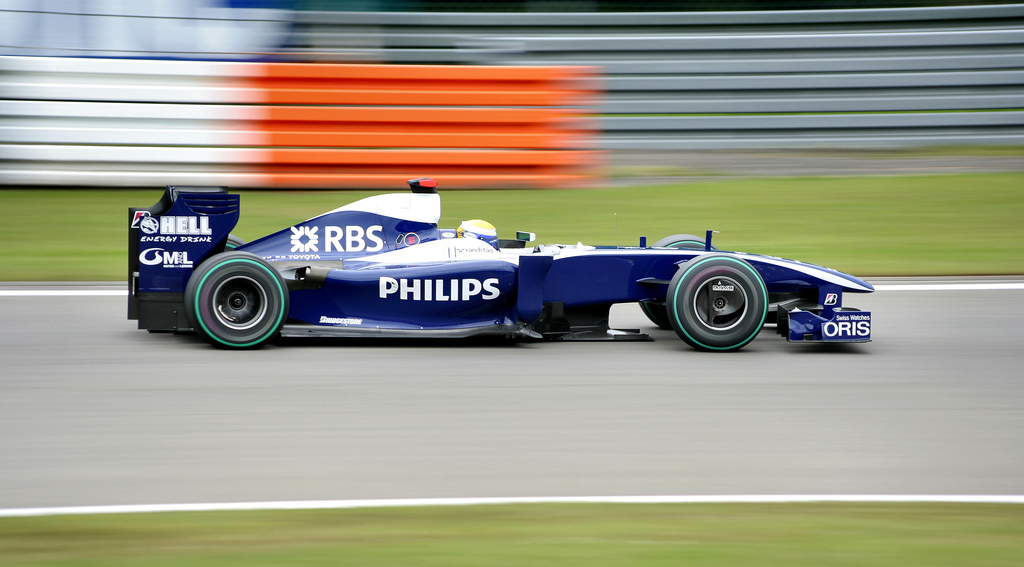
Rosberg al volante della Williams nel Gran Premio di Germania 2009

##### 2009
Nel 2009 la Williams, sfruttando gli importanti cambiamenti regolamentari imposti dalla FIA, riuscì a mettere in pista una vettura piuttosto competitiva. Nel Gran Premio d'Australia Rosberg conquistò il sesto posto al traguardo e fece segnare il giro più veloce in gara e nel Gran Premio della Malesia il pilota tedesco, scattato dalla quarta posizione in griglia, mantenne il comando del gruppo nella prima fase di gara, andando però in difficoltà per via della pioggia e scivolando in ottava posizione al momento della sospensione della gara, avvenuta dopo 33 giri a causa delle avverse condizioni meteo. A partire dal Gran Premio di Spagna Rosberg iniziò una serie di otto gare consecutive a punti, con due quarti posti come miglior risultato. Nel Gran Premio di Singapore il pilota tedesco fu in grado di contendere la vittoria a Lewis Hamilton, ma sbagliò la frenata all'uscita della corsia dei box dopo il primo rifornimento, oltrepassando la linea bianca che delimitava la corsia di accelerazione; ciò gli costò una penalità che compromise la sua gara, facendolo terminare fuori dalla zona punti. Nel Gran Premio del Giappone Rosberg ottenne l'ultimo piazzamento a punti stagionale, chiudendo il campionato in settima posizione con 34,5 punti.

#### Il passaggio alla Mercedes, il titolo iridato e il ritiro (2010-2016)

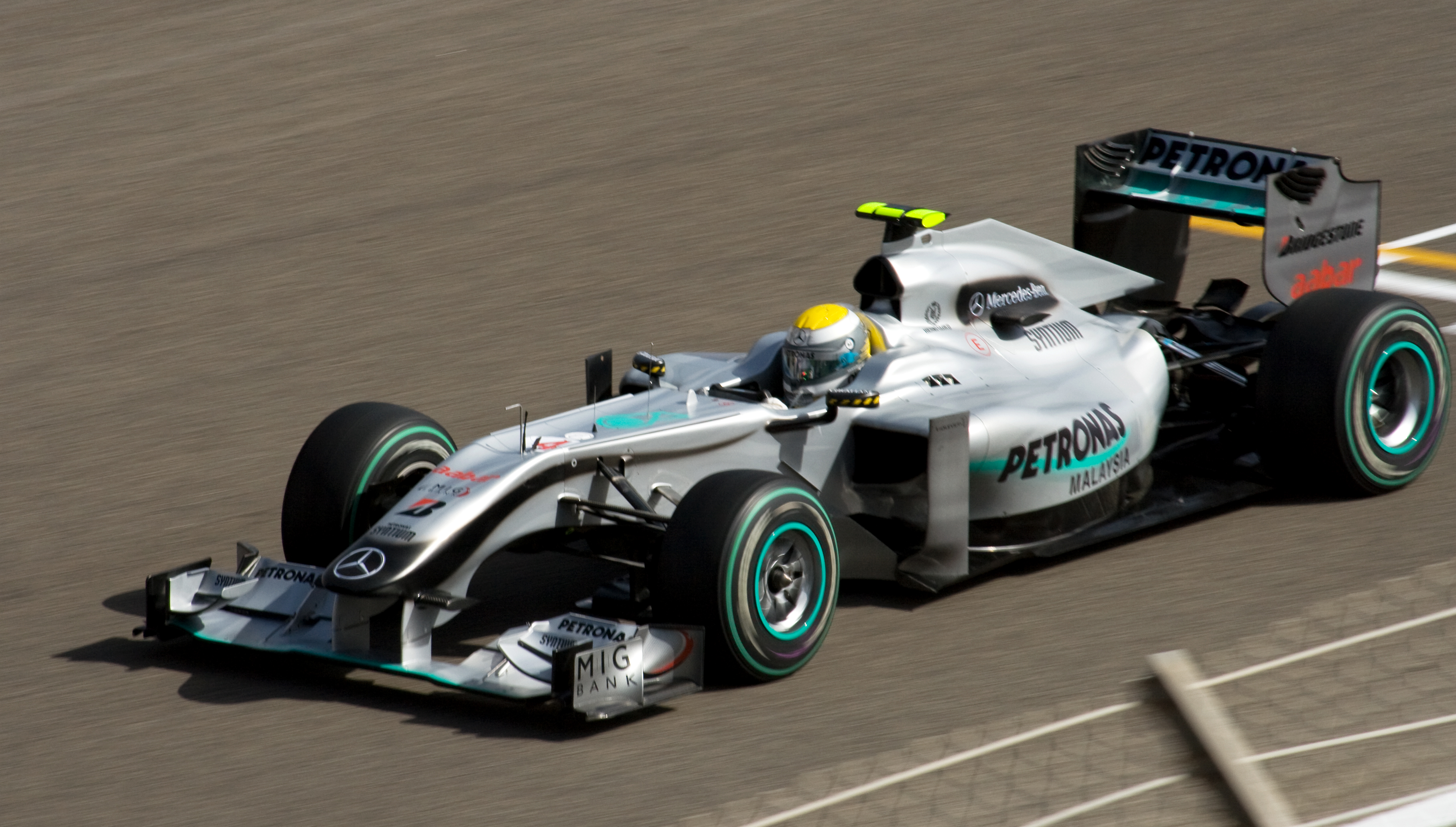
Rosberg alla guida della Mercedes nel Gran Premio del Bahrain 2010

##### 2010
Dopo quattro stagioni alla Williams, per il campionato 2010 Rosberg fu messo sotto contratto dalla Mercedes, che aveva deciso di schierare una propria scuderia ufficiale e aveva acquisito a questo scopo la Brawn GP, il team campione del mondo 2009. Al suo fianco fu ingaggiato il sette volte campione del mondo Michael Schumacher, ritornato in Formula 1 dopo tre anni di inattività. La vettura si rivelò meno competitiva del previsto, non permettendo ai piloti di lottare per la vittoria, ma Rosberg risultò nel complesso più competitivo del compagno di squadra, vincendo il confronto soprattutto in qualifica. Nelle prime quattro gare Rosberg giunse sempre in zona punti, conquistando il terzo gradino del podio nel Gran Premio della Malesia e in Cina. Nel prosieguo della stagione il pilota tedesco continuò a piazzarsi in zona punti con continuità, giungendo nuovamente a podio nel Gran Premio di Gran Bretagna. Chiuse la stagione con un quarto posto nel Gran Premio di Abu Dhabi, conquistando in totale 142 punti e la settima posizione in classifica generale.

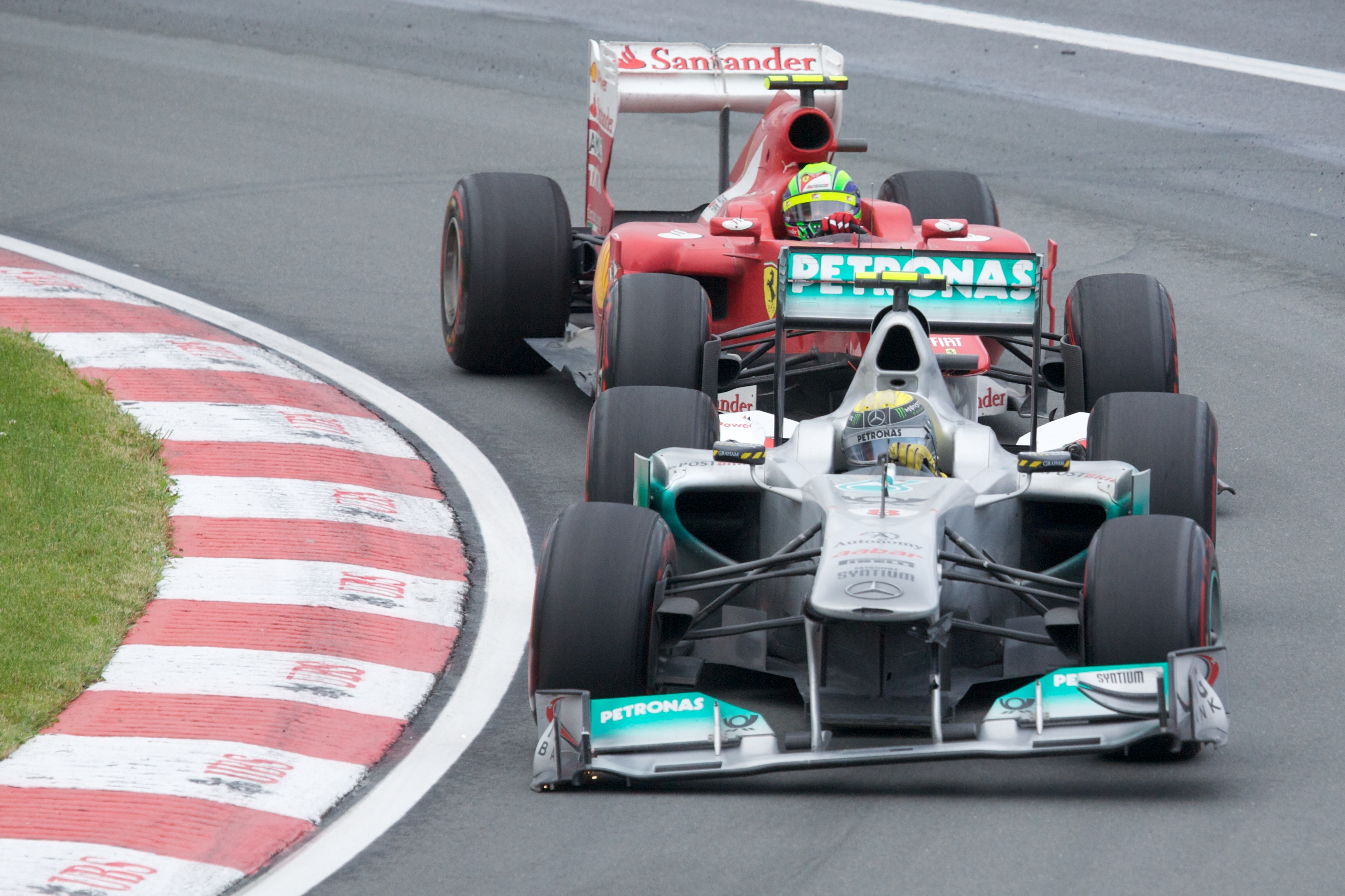
Rosberg e Felipe Massa nel Gran Premio del Canada 2011

##### 2011
Confermato alla Mercedes anche per il mondiale 2011, Rosberg fu protagonista di un inizio di stagione piuttosto difficile, con un ritiro e un dodicesimo posto nelle prime due gare. La vettura si dimostrò poco competitiva anche in questa stagione, permettendo a Rosberg di lottare per il podio solo nel Gran Premio di Cina, chiuso in quinta posizione dopo aver tenuto anche la testa della corsa per qualche tornata. Nel resto del campionato il pilota tedesco non ottenne risultati di particolare rilievo: la quinta posizione del Gran Premio di Cina, ripetuta nel successivo Gran Premio di Turchia, rimase il suo miglior piazzamento stagionale. Rosberg chiuse al settimo posto in classifica assoluta con 89 punti.

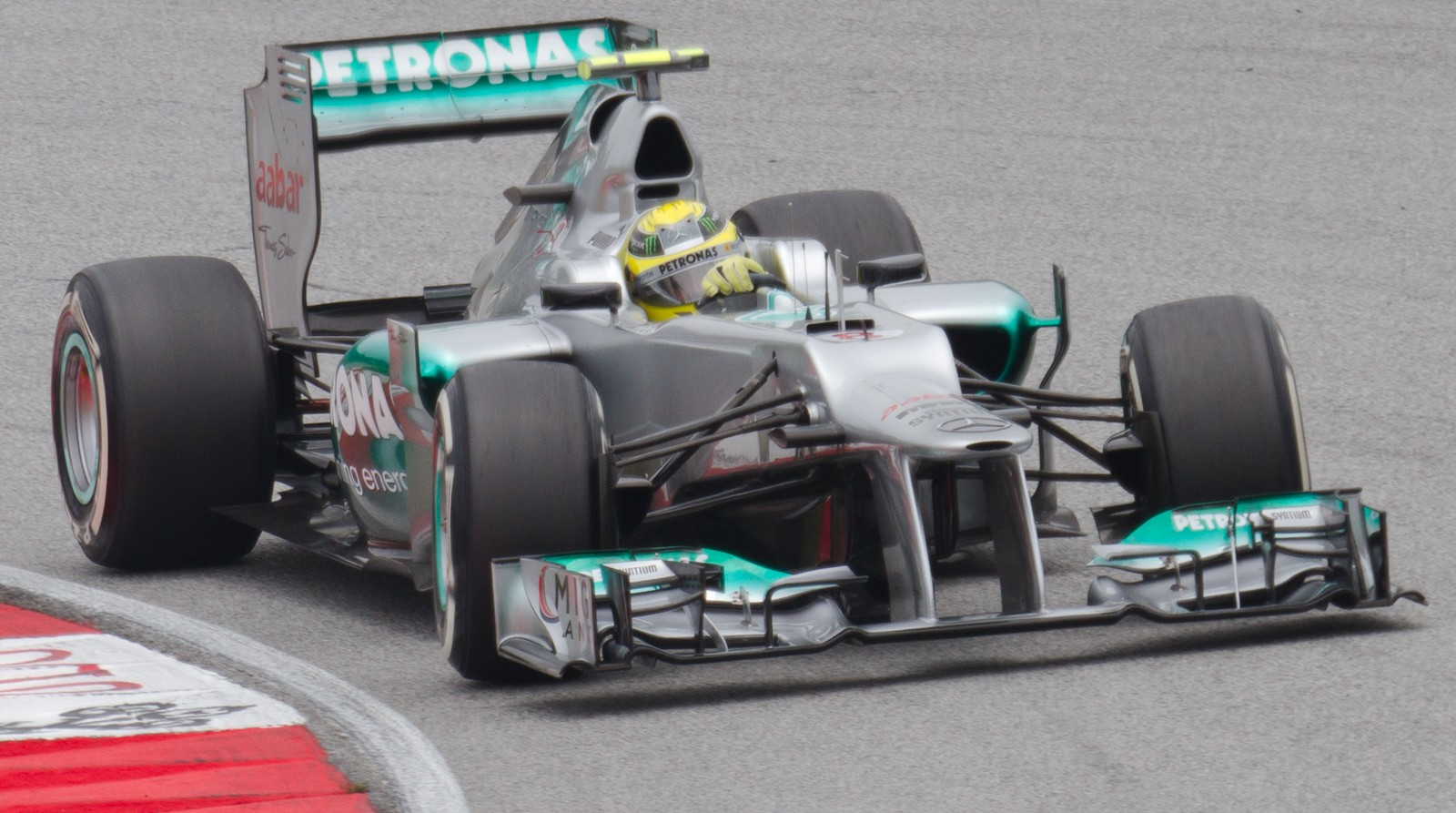
Rosberg in Malesia durante le prove libere

##### 2012
Anche nella stagione 2012 la Mercedes non riuscì a produrre una vettura al livello delle aspettative e Rosberg chiuse le prime due gare della stagione fuori dalla zona punti, nonostante si fosse piazzato tra i primi dieci in qualifica. La situazione cambiò improvvisamente nel Gran Premio di Cina, in cui Rosberg colse la sua prima vittoria in carriera dopo essere scattato dalla pole position. Il pilota tedesco entrò in zona punti anche nelle successive cinque gare, tornando sul podio nel Gran Premio di Monaco, concluso in seconda posizione. La seconda metà della stagione fu decisamente meno positiva per Rosberg, che non andò oltre un quinto posto nel Gran Premio di Singapore. Questo risultato rimase l'ultimo arrivo a punti del tedesco nella stagione: infatti nelle rimanenti sei gare Rosberg giunse al traguardo in sole tre occasioni, rimanendo coinvolto in incidenti nelle prime fasi di gara in Giappone e in Corea del Sud e in una spettacolare collisione con Narain Karthikeyan nel Gran Premio di Abu Dhabi.

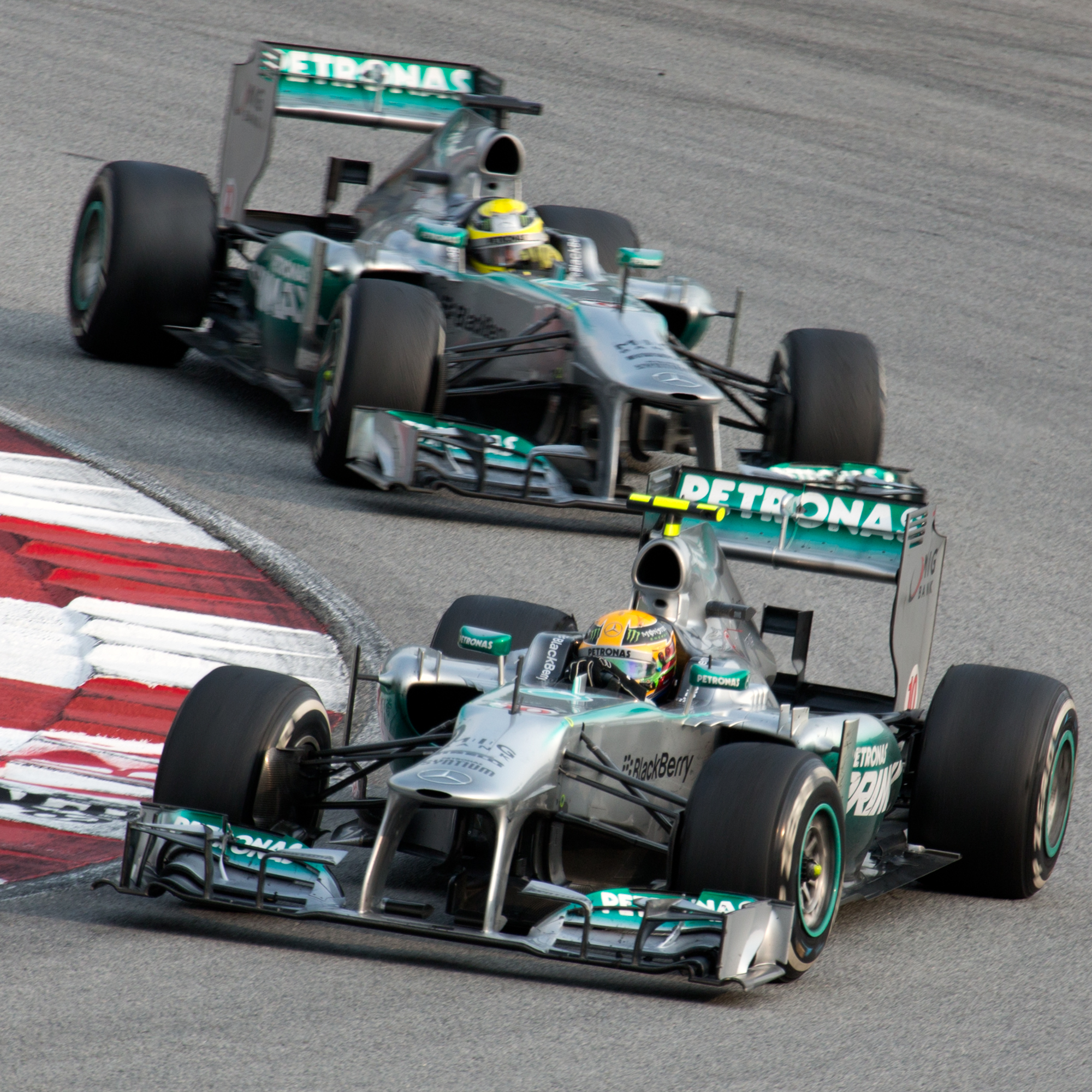
Rosberg e Lewis Hamilton nel Gran Premio della Malesia 2013

##### 2013
Il mondiale 2013 non iniziò in modo positivo per Rosberg, costretto al ritiro nella prima gara stagionale per un problema tecnico. Tuttavia la vettura si dimostrò nettamente più competitiva di quella precedente, permettendo al pilota tedesco e al suo nuovo compagno di squadra Lewis Hamilton di lottare stabilmente per le prime posizioni. Dopo un quarto posto nel Gran Premio della Malesia, in Bahrein e in Spagna Rosberg conquistò la pole position, dovendosi però accontentare di piazzamenti a punti in gara per problemi nella gestione del consumo degli pneumatici. Nel successivo Gran Premio di Monaco Rosberg conquistò nuovamente la pole position: in questa occasione la Mercedes non presentò i problemi delle gare precedenti e il pilota tedesco rimase in testa per tutta la corsa, cogliendo la seconda vittoria in carriera. Dopo un quinto posto nel Gran Premio del Canada, a Silverstone Rosberg vinse nuovamente, approfittando di una foratura del suo compagno di squadra e di un problema tecnico di Sebastian Vettel. In seguito Rosberg giunse regolarmente a punti, ma non riuscì più a giungere a podio fino al Gran Premio d'India, chiuso in seconda posizione; giunse a podio anche nel Gran Premio di Abu Dhabi, in cui colse un terzo posto dietro le Red Bull di Sebastian Vettel e Mark Webber.
Concluse la stagione al 6º posto con 176 punti.

##### 2014
Nel 2014 la Mercedes emerse come scuderia di riferimento, con la nuova F1 W05 che risultò nettamente più competitiva delle monoposto rivali nelle prime gare. Nel Gran Premio d'Australia Rosberg colse la sua quarta vittoria in carriera, sfruttando anche il ritiro del compagno di squadra Lewis Hamilton. Nelle gare successive, in Malesia e in Bahrein, Rosberg conquistò due secondi posti, nella seconda occasione dopo un serrato confronto con il compagno di squadra.

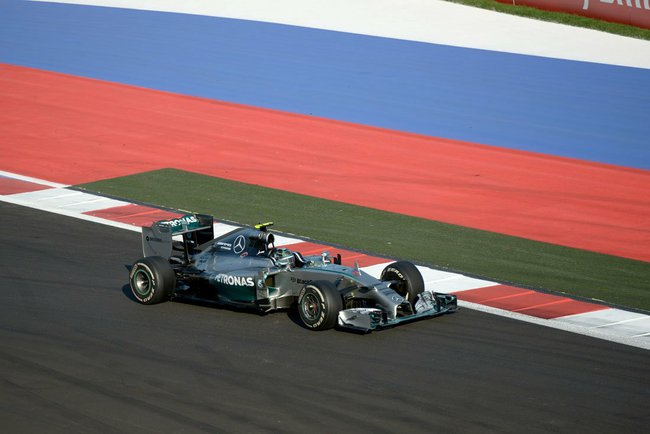
Rosberg in gara nel Gran Premio di Russia 2014

Il pilota tedesco colse altri due secondi posti in Cina e in Spagna, sempre alle spalle del compagno di squadra, che quindi lo sopravanzò in classifica. Rosberg si riprese la testa del campionato a Monaco, dove colse la seconda vittoria stagionale dopo essere partito dalla pole position.
Il pilota tedesco rafforzò poi la propria posizione in Canada, dove conquistò il secondo posto nonostante la vettura avesse dei problemi tecnici e in Austria, dove colse la vittoria davanti al compagno di squadra. Tuttavia nel seguente Gran Premio di Gran Bretagna Rosberg fu costretto al ritiro per noie al cambio, vedendo ridotto ad appena quattro lunghezze il proprio vantaggio su Hamilton. Nico si rifece immediatamente nel Gran Premio di casa in cui, grazie anche ad un inconveniente tecnico che relegò il compagno di squadra nelle ultime posizioni in qualifica, conquistò pole position e vittoria. Nel successivo rocambolesco Gran Premio d'Ungheria Rosberg dovette accontentarsi del quarto posto, dopo essere nuovamente partito dalla pole position. Nel Gran Premio del Belgio il pilota tedesco conquistò la quarta pole position consecutiva. Sopravanzato in partenza da Lewis Hamilton, Rosberg urtò il compagno di squadra nel tentativo di recuperare la testa della corsa, causandogli una foratura e compromettendone la gara. Nico concluse la corsa in seconda posizione, rafforzando così il suo primo posto in classifica. Tuttavia il contatto con il compagno di squadra causò diverse polemiche nel dopo gara e Rosberg fu fischiato sul podio. Nei giorni seguenti Rosberg si scusò pubblicamente con Hamilton prendendosi la responsabilità per la collisione. Nel successivo Gran Premio d'Italia Rosberg, scattato dalla seconda posizione, prese la testa della gara approfittando della cattiva partenza del suo compagno di squadra. Tuttavia il pilota tedesco commise due errori in frenata alla prima variante, il secondo dei quali gli costò la posizione; Rosberg tagliò quindi il traguardo al secondo posto.
Nel Gran Premio di Singapore il tedesco si piazzò in griglia in seconda posizione, a 7 millesimi dal compagno di squadra Lewis Hamilton, ma all'inizio del giro di formazione rimase fermo per un problema elettronico allo sterzo. I meccanici della Mercedes riuscirono a farlo ripartire dalla corsia box, ma i problemi si ripresentarono e Rosberg fu costretto al ritiro, perdendo la testa del mondiale. Nei tre Gran Premi successivi Rosberg giunse sempre secondo alle spalle del compagno di squadra, nonostante in due occasioni fosse scattato dalla pole position. La situazione cambiò nel Gran Premio del Brasile in cui il pilota tedesco, dopo aver conquistato la decima pole position stagionale, tagliò il traguardo in prima posizione riducendo a diciassette punti lo svantaggio nei confronti del compagno di squadra. Anche nel conclusivo Gran Premio di Abu Dhabi Rosberg conquistò la pole position, venendo però superato da Hamilton già al via. Il pilota tedesco fu poi rallentato da un problema tecnico che lo mise definitivamente fuori dai giochi, facendolo retrocedere a fondo gruppo. Rosberg chiuse il mondiale in seconda posizione, con 317 punti.

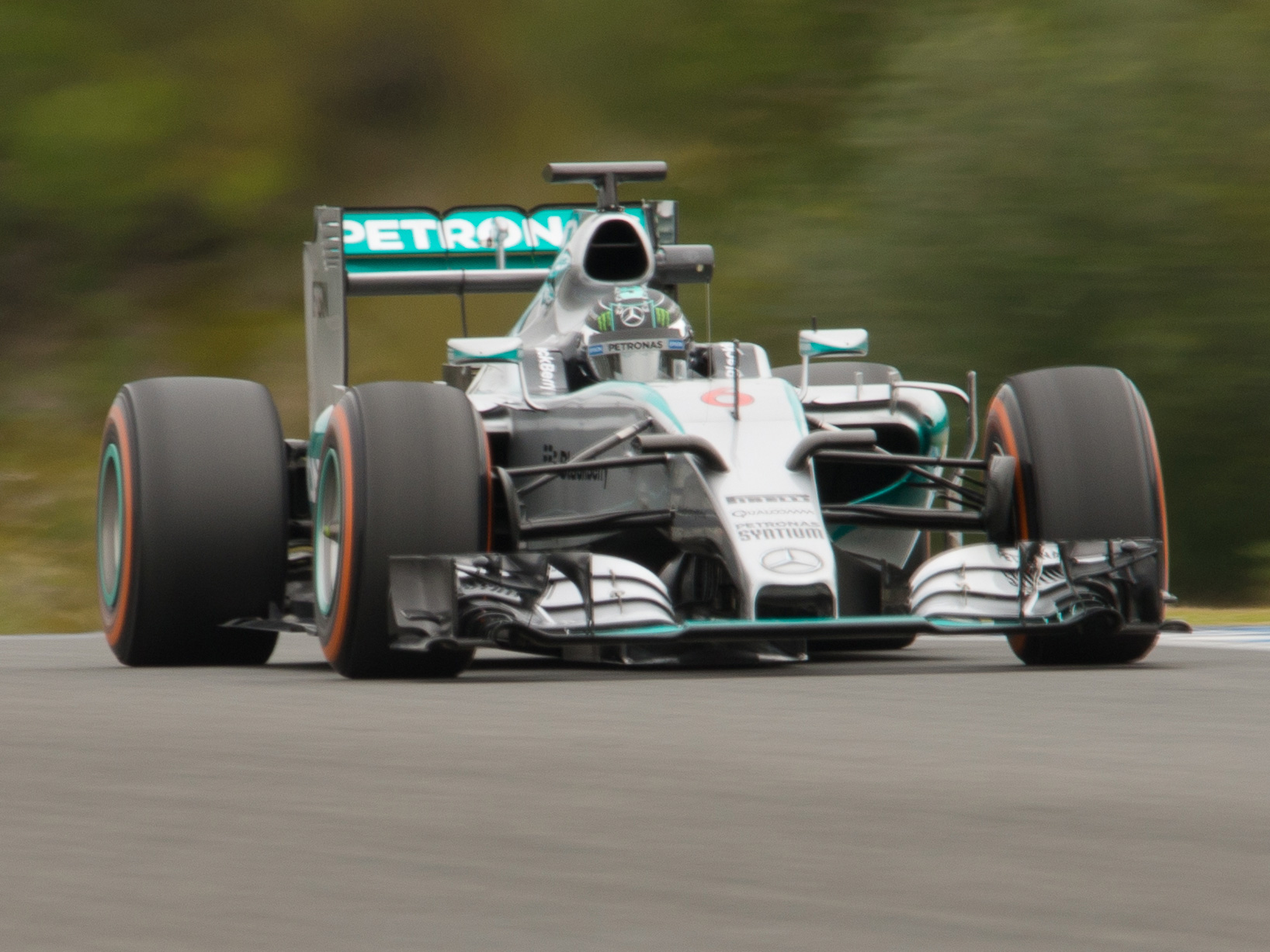
Rosberg impegnato nei test invernali di Jerez sulla F1 W06 Hybrid

##### 2015
Anche nel 2015 la Mercedes si dimostrò la monoposto più competitiva. Nell'inaugurale Gran Premio d'Australia Rosberg giunse al traguardo in seconda posizione, alle spalle del compagno di squadra Hamilton. Nelle tre gare successive il pilota tedesco giunse sempre a podio, cogliendo un secondo e due terzi posti, ma risultò sempre battuto nel confronto col compagno di squadra sia in qualifica sia in gara. Rosberg invertì la tendenza nel Gran Premio di Spagna in cui conquistò la prima vittoria stagionale dopo essere partito dalla pole position. Riuscì poi a ripetersi nel successivo Gran Premio di Monaco centrando una rocambolesca vittoria dopo essere stato per quasi tutto il Gran Premio alle spalle del suo compagno di team. Nel successivo Gran Premio del Canada il tedesco tagliò il traguardo in seconda posizione alle spalle di Hamilton. Nel Gran Premio d'Austria Rosberg, partito dalla seconda piazza, bruciò in partenza Hamilton e vinse il gran premio ripetendo il risultato dell'anno precedente. Grazie a questa vittoria Rosberg ridusse a 10 punti il distacco dal compagno di squadra, primo in classifica. Nelle gare seguenti però il pilota tedesco perse terreno: battuto da Hamilton in qualifica e in gara nel Gran Premio di Gran Bretagna, in Ungheria Rosberg non riuscì ad approfittare della gara travagliata del rivale, sesto al traguardo, giungendo ottavo dopo un contatto con Daniel Ricciardo nelle fasi finali. Anche in Belgio Rosberg fu battuto da Hamilton sia in qualifica sia in gara e a Monza fu costretto al ritiro per un problema al motore mentre occupava la terza posizione. Comunque la gara italiana era già stata condizionata dalla necessità di sostituire la versione evoluta del motore portata dalla Mercedes per l'occasione con una vecchia unità già impiegata in altre gare.

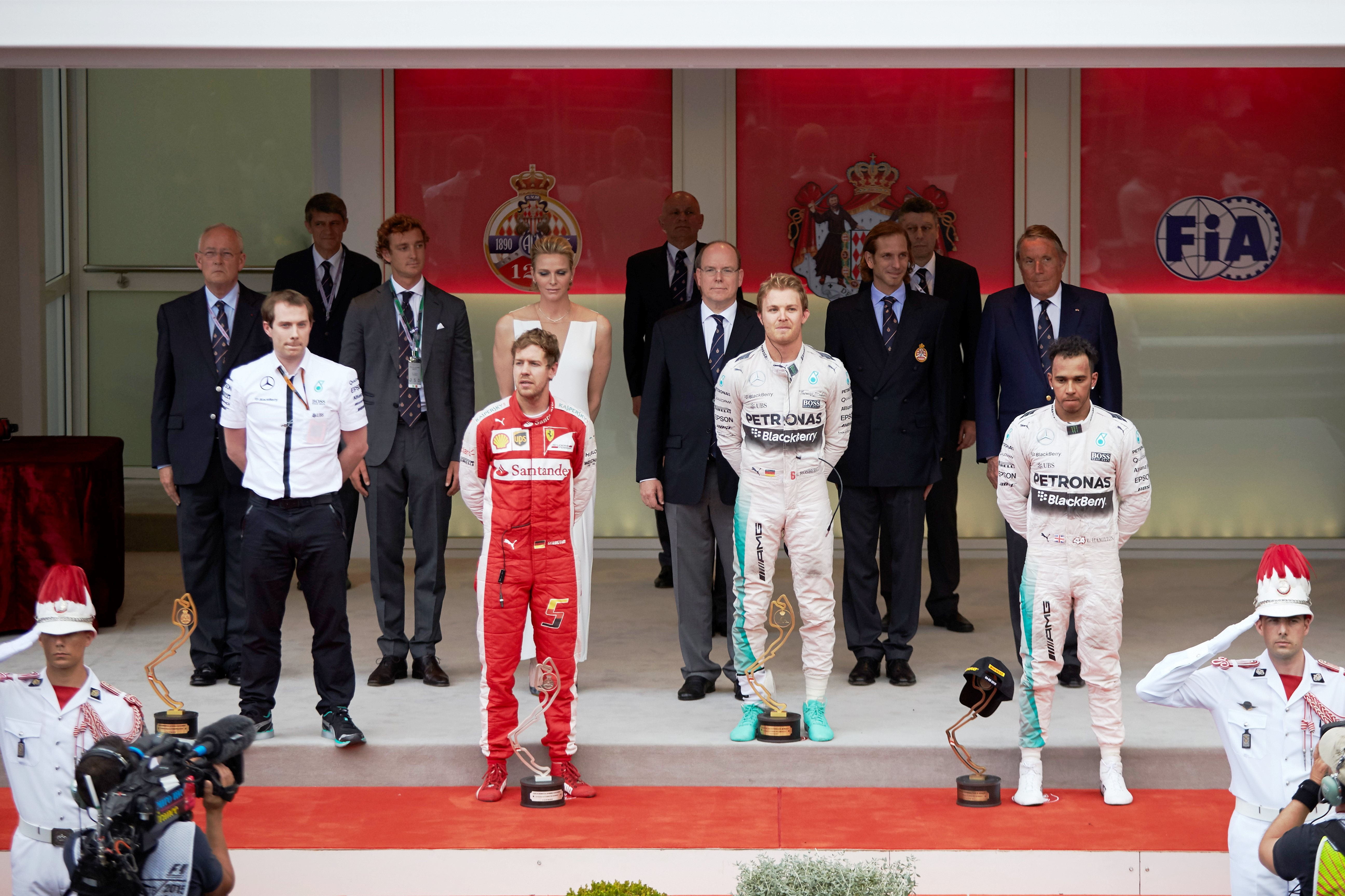
Rosberg sul gradino più alto del podio nel Gran Premio di Monaco 2015

Rosberg recuperò parte dello svantaggio nel Gran Premio di Singapore in cui però la minore competitività della Mercedes gli impedì di trarre il massimo profitto dal ritiro di Hamilton. Il pilota tedesco chiuse la gara in quarta posizione, preceduto sul traguardo dai ferraristi Sebastian Vettel e Kimi Räikkönen e da Daniel Ricciardo su Red Bull. In Giappone Rosberg ottenne la pole position, ma venne superato da Hamilton alla prima curva rimanendo alle spalle del rivale per tutta la gara. Il successivo Gran Premio di Russia pose fine di fatto alle aspirazioni di Rosberg di vincere il titolo: il pilota tedesco, scattato dalla pole position, fu costretto al ritiro dopo poche tornate per un problema all'acceleratore, vedendo crescere il distacco da Hamilton a 73 punti a quattro gare dal termine del mondiale. Rosberg fu superato in classifica anche da Vettel, scendendo al terzo posto assoluto. Nel Gran Premio degli Stati Uniti Rosberg, scattato dalla pole position, fu attaccato con decisione da Hamilton e scivolò in quarta posizione. In una gara molto movimentata il pilota tedesco riguadagnò la testa della corsa, ma la perse nuovamente a nove tornate dal termine per un errore di guida, consegnando vittoria e certezza matematica del titolo a Hamilton. Rosberg chiuse la stagione in crescendo, conquistando pole position e vittoria nelle tre gare conclusive in Messico, Brasile e ad Abu Dhabi. Questi risultati consentirono al pilota tedesco di sopravanzare il connazionale Vettel in classifica e di confermarsi vice-campione del mondo.

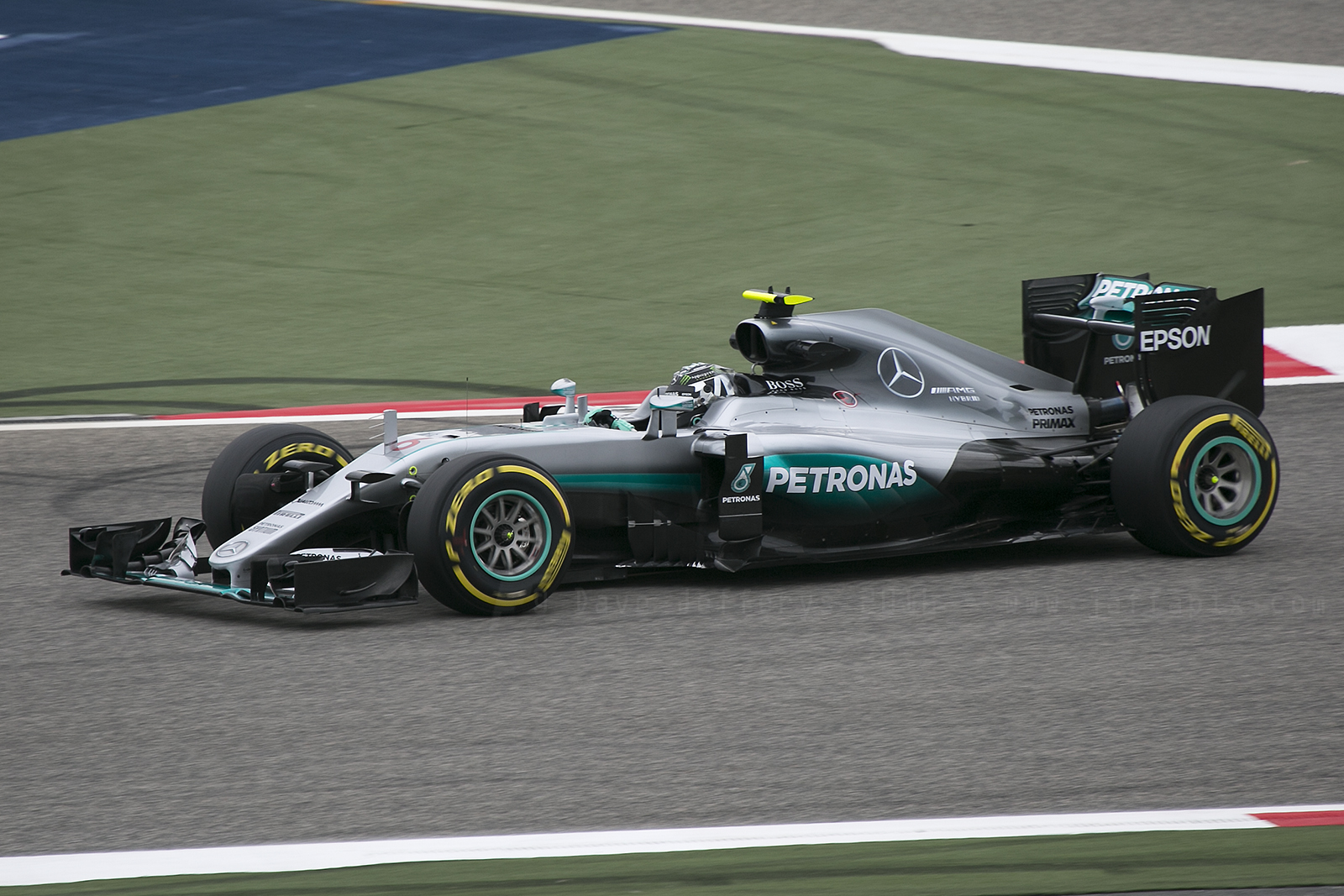
Rosberg impegnato nel Gran Premio del Bahrein 2016

##### 2016: il Mondiale e l'addio alla Formula 1
Rosberg iniziò il campionato 2016 con una serie di ben quattro vittorie consecutive. Nella gara inaugurale a Melbourne il pilota tedesco s'impose dopo essere partito dalla seconda posizione, precedendo sul traguardo il compagno di squadra Lewis Hamilton, autore della pole position, ma scivolato a centro gruppo in partenza, e Sebastian Vettel in testa nelle prime fasi di gara, ma sopravanzato da Rosberg grazie a una migliore tattica. Anche in Bahrein Rosberg scattò dalla seconda posizione, sopravanzando il compagno di squadra in partenza e rimanendo in testa per tutta la gara. Nel Gran Premio di Cina il pilota tedesco conquistò la prima pole position stagionale; sopravanzato da Daniel Ricciardo in partenza, lo superò a sua volta dopo due giri, mantenendo poi la prima posizione fino al traguardo. In Russia Rosberg fece segnare il primo Grand Chelem in carriera, conquistando pole position e giro veloce e occupando la prima posizione dalla partenza all'arrivo. A questa serie di quattro vittorie seguirono tre gare più difficili: in Spagna Rosberg, scattato dalla seconda posizione, si portò in testa alla prima curva, ma fu coinvolto in un contatto con il compagno di squadra Lewis Hamilton, che portò entrambi al ritiro, mentre a Monaco e in Canada il pilota tedesco giunse in zona punti, ma con le vittorie di Hamilton in queste gare il suo vantaggio sul rivale si ridusse notevolmente, passando da 43 a 9 punti. Nel Gran Premio d'Europa Rosberg tornò alla vittoria, facendo nuovamente segnare un Grand Chelem. In Austria Rosberg partì sesto essendo stato penalizzato di cinque posizioni per aver sostituito il cambio, ma quattro effettive per la concomitante penalizzazione di Sebastian Vettel. Rimontò rapidamente e dopo la prima tornata di cambi gomme si ritrovò in testa davanti al compagno di scuderia Lewis Hamilton. Nell'ultimo giro i due vennero nuovamente a contatto e Rosberg ebbe la peggio scivolando in quarta posizione, mentre il pilota britannico riuscì a vincere la gara. Nel seguente Gran Premio di Gran Bretagna Rosberg, secondo al traguardo, subì una penalità di 10 secondi per aver violato le limitazioni recentemente introdotte sulle comunicazioni via radio. Il pilota tedesco aveva ricevuto dalla propria squadra delle indicazioni su come modificare i settaggi della monoposto in seguito a un guasto al cambio nelle ultime tornate.

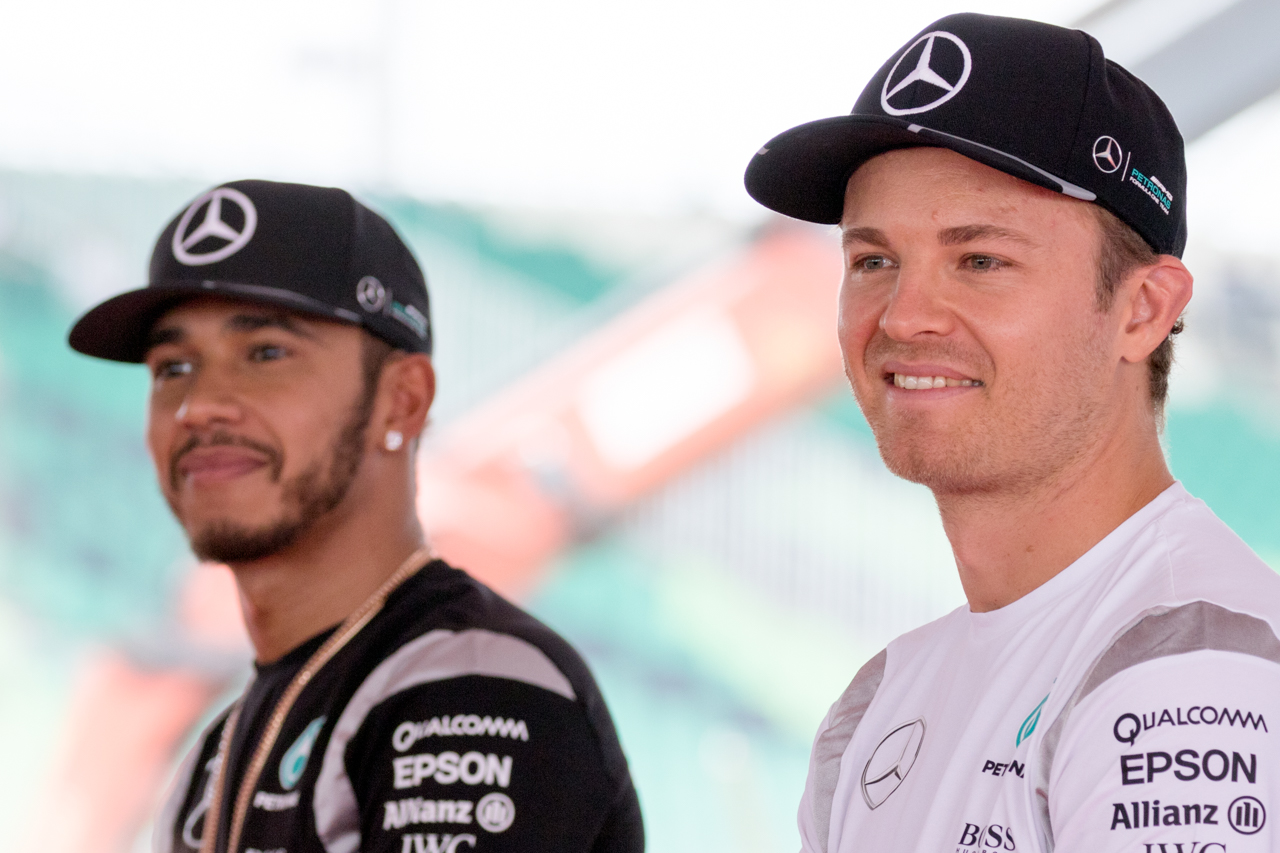
Rosberg con il compagno di squadra Hamilton in Malesia nel 2016

Arrivato a Budapest con appena una lunghezza di vantaggio in classifica, in qualifica Rosberg conquistò la pole position, vanificandola però con una partenza non ottimale che gli costò il sorpasso del compagno di squadra. Rosberg non fu in grado di riprendere la testa della corsa, giungendo secondo al traguardo e perdendo il comando della classifica iridata. Il Gran Premio di Germania ebbe uno svolgimento simile, con Rosberg che scattò male dalla pole position consegnando la vittoria a Hamilton. In questa occasione il pilota tedesco giunse solamente quarto, anche per via di una penalità inflittagli per un contatto con Max Verstappen, vedendo quindi aumentare in modo consistente il distacco in classifica. In Belgio si ebbe un'inversione di tendenza, con Rosberg che conquistò pole position e vittoria dopo essere rimasto al comando per tutta la gara e Hamilton costretto a rimontare dal fondo dello schieramento per aver utilizzato più componenti della power unit di quelle consentite nell'arco della stagione. Anche i successivi Gran Premi d'Italia e di Singapore furono favorevoli a Rosberg, che vinse entrambe le gare e si riportò in testa alla classifica.

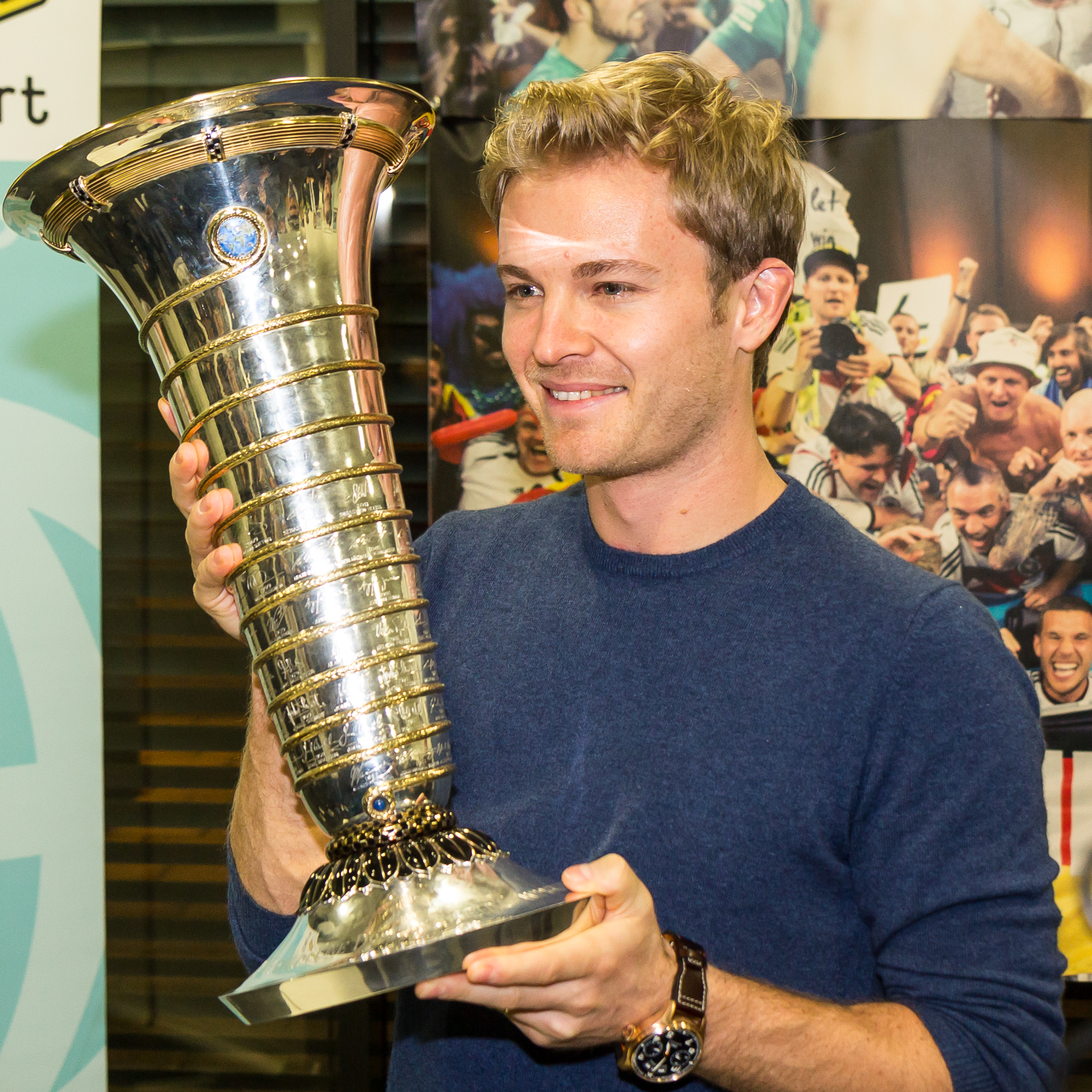
Rosberg con il trofeo assegnato dalla FIA al Campione del mondo di Formula 1.

In Malesia il pilota tedesco, scattato dalla seconda posizione, fu costretto a una difficile rimonta in seguito a un contatto con Sebastian Vettel alla prima curva. Il ritiro per problemi meccanici del rivale Hamilton, avvenuto mentre il pilota inglese occupava la prima posizione, permise comunque a Rosberg di incrementare il suo vantaggio in classifica. Il pilota tedesco conquistò il nono successo stagionale la settimana seguente a Suzuka, dopo essere scattato dalla pole position, consolidando ulteriormente il proprio primato in classifica. Nel Gran Premio degli Stati Uniti d'America si qualificò in seconda posizione e la mantenne per tutta la gara dietro al compagno Lewis Hamilton. Gara molto simile in Messico dove arrivò nuovamente secondo nonostante un contatto al via con Max Verstappen. Dopo questi due Gran Premi i punti di vantaggio sul rivale Hamilton scesero a 19 a due gare dal termine. Anche in Brasile la situazione si ripropose, con Rosberg secondo alle spalle del compagno di squadra al termine di un Gran Premio rocambolesco e interrotto più volte per la pioggia. Rosberg giunse quindi all'appuntamento finale ad Abu Dhabi con 12 punti di vantaggio su Hamilton, potendo quindi conquistare il titolo con un secondo o terzo posto anche in caso di vittoria del rivale. Rosberg giunse nuovamente secondo, vincendo il suo primo titolo iridato con 385 punti e 9 successi, 34 anni dopo il padre Keke. La vittoria del titolo rese Rosberg il secondo "figlio d'arte" di un ex campione del mondo di F1 a vincere il mondiale di Formula 1; in precedenza, il solo Damon Hill, figlio di Graham Hill, ci era riuscito. 
Cinque giorni dopo la vittoria del suo primo e unico titolo mondiale, Rosberg annunciò sul suo profilo Facebook il proprio ritiro dalla Formula 1. Rosberg divenne quindi il quinto pilota dopo Mike Hawthorn, Jackie Stewart, Nigel Mansell e Alain Prost a ritirarsi dalla F1 da campione del mondo in carica.
(Rosberg annuncia l'addio alla F1 il 2 dicembre 2016)

## Risultati

### Formula BMW ADAC
| 2002    | VIVA Racing | BMW FB02 | 1 | 1 | 2 | 1 | 11 | 11 | 3 | 1 | 4 | 2 | 7 | 5 | 3 | 1 | 5 | 17 | 1 | 1 | 1 | 1 | 264 | 1º |
| Legenda |             |          |   |   |   |   |    |    |   |   |   |   |   |   |   |   |   |    |   |   |   |   |     |    |

### Formula 3 Euro Series
| Anno    | Scuderia     | Vettura      | HOC | HOC | ADR | ADR | PAU | PAU | NOR | NOR | LMS | LMS | NÜR | NÜR | SPI | SPI | ZAN | ZAN | HOC | HOC | MAG | MAG | Punti | Posizione |
| ------- | ------------ | ------------ | --- | --- | --- | --- | --- | --- | --- | --- | --- | --- | --- | --- | --- | --- | --- | --- | --- | --- | --- | --- | ----- | --------- |
| 2003    | Team Rosberg | Dallara F303 | Rit | 3   | Rit | 2   | 15  | 17  | 8   | Rit | 1   | 11  | Rit | 3   | 8   | 3   | 18  | 8   | 7   | 14  | 6   | Rit | 44    | 8º        |
| Anno    | Scuderia     | Vettura      | HOC | HOC | EST | EST | ADR | ADR | PAU | PAU | NOR | NOR | MAG | MAG | NÜR | NÜR | ZAN | ZAN | BRN | BRN | HOC | HOC | Punti | Posizione |
| 2004    | Team Rosberg | Dallara F303 | 1   | 1   | Rit | 4   | 5   | Rit | Rit | Rit | 4   | 17  | 6   | 2   | 1   | 3   | Rit | NP  | 4   | 11  | 8   | 8   | 70    | 4º        |
| Legenda |              |              |     |     |     |     |     |     |     |     |     |     |     |     |     |     |     |     |     |     |     |     |       |           |

### GP2 Series
| Anno    | Scuderia       | Vettura        | 1   | 2   | 3   | 4   | 5   | 6   | 7   | 8   | 9   | 10  | 11  | 12  | 13  | 14  | 15  | 16  | 17  | 18  | 19  | 20  | 21  | 22  | 23  | Punti | Pos. |
| ------- | -------------- | -------------- | --- | --- | --- | --- | --- | --- | --- | --- | --- | --- | --- | --- | --- | --- | --- | --- | --- | --- | --- | --- | --- | --- | --- | ----- | ---- |
| 2005    | ART Grand Prix | Dallara GP2/05 | SMR | SMR | ESP | ESP | MON | EUR | EUR | FRA | FRA | GBR | GBR | GER | GER | HUN | HUN | TUR | TUR | ITA | ITA | BEL | BEL | BHR | BHR | 120   | 1º   |
| 2005    | ART Grand Prix | Dallara GP2/05 | 8   | Rit | 9   | 4   | 3   | 3   | 4   | 7   | 1   | 1   | 4   | 1   | 4   | 5   | 2   | 17  | 3   | 2   | 2   | 3   | 5   | 1   | 1   | 120   | 1º   |
| Legenda |                |                |     |     |     |     |     |     |     |     |     |     |     |     |     |     |     |     |     |     |     |     |     |     |     |       |      |

### Risultati in Formula 1
| 2006 | Scuderia | Vettura |   |     |     |    |   |    |     |    |     |   |    |     |     |     |     |    |    |     |  |  |  | Punti | Pos. |
| ---- | -------- | ------- | - | --- | --- | -- | - | -- | --- | -- | --- | - | -- | --- | --- | --- | --- | -- | -- | --- |  |  |  | ----- | ---- |
| 2006 | Williams | FW28    | 7 | Rit | Rit | 11 | 7 | 11 | Rit | 11 | Rit | 9 | 14 | Rit | Rit | Rit | Rit | 11 | 10 | Rit |  |  |  | 4     | 17º  |

| 2007 | Scuderia | Vettura |   |     |    |   |    |    |    |   |    |     |   |   |   |   |     |    |   |  |  |  |  | Punti | Pos. |
| ---- | -------- | ------- | - | --- | -- | - | -- | -- | -- | - | -- | --- | - | - | - | - | --- | -- | - |  |  |  |  | ----- | ---- |
| 2007 | Williams | FW29    | 7 | Rit | 10 | 6 | 12 | 10 | 16 | 9 | 12 | Rit | 7 | 7 | 6 | 6 | Rit | 16 | 4 |  |  |  |  | 20    | 9º   |

| 2008 | Scuderia | Vettura |   |    |   |     |   |     |    |    |   |    |    |   |    |    |   |    |    |    |  |  |  | Punti | Pos. |
| ---- | -------- | ------- | - | -- | - | --- | - | --- | -- | -- | - | -- | -- | - | -- | -- | - | -- | -- | -- |  |  |  | ----- | ---- |
| 2008 | Williams | FW30    | 3 | 14 | 8 | Rit | 8 | Rit | 10 | 16 | 9 | 10 | 14 | 8 | 12 | 14 | 2 | 11 | 15 | 12 |  |  |  | 17    | 13º  |

| 2009 | Scuderia | Vettura |   |   |    |   |   |   |   |   |   |   |   |   |    |    |   |     |   |  |  |  |  | Punti | Pos. |
| ---- | -------- | ------- | - | - | -- | - | - | - | - | - | - | - | - | - | -- | -- | - | --- | - |  |  |  |  | ----- | ---- |
| 2009 | Williams | FW31    | 6 | 8 | 15 | 9 | 8 | 6 | 5 | 5 | 4 | 4 | 5 | 8 | 16 | 11 | 5 | Rit | 9 |  |  |  |  | 34,5  | 7º   |

| 2010 | Scuderia | Vettura |   |   |   |   |    |   |   |   |    |   |   |     |   |   |   |    |     |   |   |  |  | Punti | Pos. |
| ---- | -------- | ------- | - | - | - | - | -- | - | - | - | -- | - | - | --- | - | - | - | -- | --- | - | - |  |  | ----- | ---- |
| 2010 | Mercedes | MGP W01 | 5 | 5 | 3 | 3 | 13 | 7 | 5 | 6 | 10 | 3 | 8 | Rit | 6 | 5 | 5 | 17 | Rit | 6 | 4 |  |  | 142   | 7º   |

| 2011 | Scuderia | Vettura |     |    |   |   |   |    |    |   |   |   |   |   |     |   |    |   |   |   |   |  |  | Punti | Pos. |
| ---- | -------- | ------- | --- | -- | - | - | - | -- | -- | - | - | - | - | - | --- | - | -- | - | - | - | - |  |  | ----- | ---- |
| 2011 | Mercedes | MGP W02 | Rit | 12 | 5 | 5 | 7 | 11 | 11 | 7 | 6 | 7 | 9 | 6 | Rit | 7 | 10 | 8 | 6 | 6 | 7 |  |  | 89    | 7º   |

| 2012 | Scuderia | Vettura |    |    |   |   |   |   |   |   |    |    |    |    |   |   |     |     |    |     |    |    |  | Punti | Pos. |
| ---- | -------- | ------- | -- | -- | - | - | - | - | - | - | -- | -- | -- | -- | - | - | --- | --- | -- | --- | -- | -- |  | ----- | ---- |
| 2012 | Mercedes | W03     | 12 | 13 | 1 | 5 | 7 | 2 | 6 | 6 | 15 | 10 | 10 | 11 | 7 | 5 | Rit | Rit | 11 | Rit | 13 | 15 |  | 93    | 9º   |

| 2013 | Scuderia | Vettura |     |   |     |   |   |   |   |   |   |    |   |   |   |   |   |   |   |   |   |  |  | Punti | Pos. |
| ---- | -------- | ------- | --- | - | --- | - | - | - | - | - | - | -- | - | - | - | - | - | - | - | - | - |  |  | ----- | ---- |
| 2013 | Mercedes | W04     | Rit | 4 | Rit | 9 | 6 | 1 | 5 | 1 | 9 | 19 | 4 | 6 | 4 | 7 | 8 | 2 | 3 | 9 | 5 |  |  | 171   | 6º   |

| 2014 | Scuderia | Vettura |   |   |   |   |   |   |   |   |     |   |   |   |   |     |   |   |   |   |    |  |  | Punti | Pos. |
| ---- | -------- | ------- | - | - | - | - | - | - | - | - | --- | - | - | - | - | --- | - | - | - | - | -- |  |  | ----- | ---- |
| 2014 | Mercedes | W05     | 1 | 2 | 2 | 2 | 2 | 1 | 2 | 1 | Rit | 1 | 4 | 2 | 2 | Rit | 2 | 2 | 2 | 1 | 14 |  |  | 317   | 2º   |

| 2015 | Scuderia | Vettura |   |   |   |   |   |   |   |   |   |   |   |    |   |   |     |   |   |   |   |  |  | Punti | Pos. |
| ---- | -------- | ------- | - | - | - | - | - | - | - | - | - | - | - | -- | - | - | --- | - | - | - | - |  |  | ----- | ---- |
| 2015 | Mercedes | W06     | 2 | 3 | 2 | 3 | 1 | 1 | 2 | 1 | 2 | 8 | 2 | 17 | 4 | 2 | Rit | 2 | 1 | 1 | 1 |  |  | 322   | 2º   |

| 2016 | Scuderia | Vettura |   |   |   |   |     |   |   |   |   |   |   |   |   |   |   |   |   |   |   |   |   | Punti | Pos. |
| ---- | -------- | ------- | - | - | - | - | --- | - | - | - | - | - | - | - | - | - | - | - | - | - | - | - | - | ----- | ---- |
| 2016 | Mercedes | W07     | 1 | 1 | 1 | 1 | Rit | 7 | 5 | 1 | 4 | 3 | 2 | 4 | 1 | 1 | 1 | 3 | 1 | 2 | 2 | 2 | 2 | 385   | 1º   |

| Legenda | 1º posto     | 2º posto | 3º posto    | A punti         | Senza punti/Non class.  | Grassetto – Pole position Corsivo – Giro più veloce |
| Legenda | Squalificato | Ritirato | Non partito | Non qualificato | Solo prove/Terzo pilota | Grassetto – Pole position Corsivo – Giro più veloce |

### Gare extra-campionato
| Data             | Gara                 | Squadra           | Vettura                  | Posizione |
| ---------------- | -------------------- | ----------------- | ------------------------ | --------- |
| 9 novembre 2003  | Gran Premio di Macao | Carlin Motorsport | Dallara F302-Mugen-Honda | Ritirato  |
| 23 novembre 2003 | Korea Super Prix     | Carlin Motorsport | Dallara F302-Mugen-Honda | 11º       |
| 29 febbraio 2004 | Spain Winter Series  | Team Rosberg      | Dallara F304-Opel        | 1º        |
| 8 agosto 2004    | Masters di Formula 3 | Team Rosberg      | Dallara F304-Opel        | 6º        |
| 21 novembre 2004 | Gran Premio di Macao | Team Rosberg      | Dallara F304-Opel        | Ritirato  |
| 10 dicembre 2004 | Bahrain Superprix    | Team Rosberg      | Dallara F304-Opel        | 2º        |

### Riepilogo

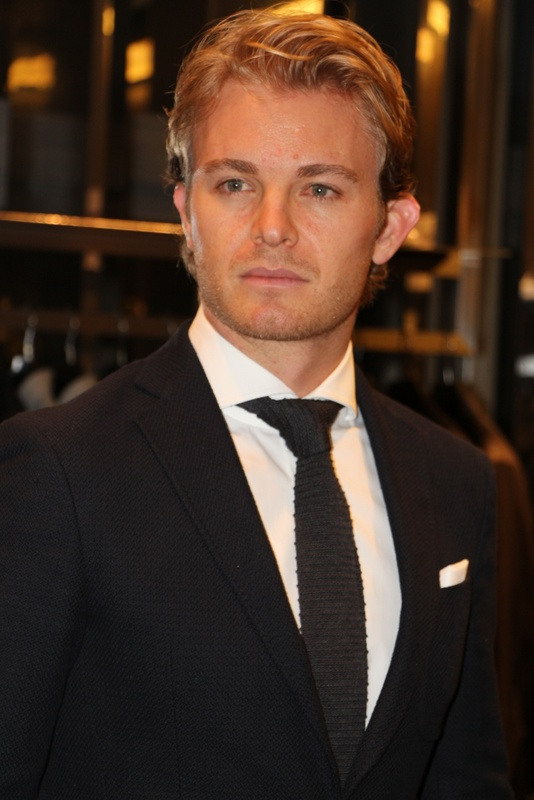
Nico Rosberg ad un evento nel 2015

| Anno   | Serie                         | Squadra                               | Vettura                   | Gare | Pole | GV | Vittorie | Podi | Punti  | Posizione |
| ------ | ----------------------------- | ------------------------------------- | ------------------------- | ---- | ---- | -- | -------- | ---- | ------ | --------- |
| 2001   | Formula BMW Junior Cup Iberia |                                       | BMW FB02                  | 3    | 0    | 0  | 0        | 0    | 38     | 18º       |
| 2002   | Formula BMW ADAC              | VIVA Racing                           | BMW FB02                  | 20   | 5    | 1  | 9        | 13   | 264    | 1º        |
| 2003   | F3 Euro Series                | Team Rosberg                          | Dallara F303-Opel         | 20   | 1    | 2  | 1        | 5    | 45     | 8º        |
| 2004   | F3 Euro Series                | Team Rosberg                          | Dallara F303-Opel         | 19   | 2    | 2  | 3        | 5    | 70     | 4º        |
| 2005   | GP2 Series                    | ART Grand Prix                        | Dallara GP2/05-Mecachrome | 23   | 4    | 4  | 5        | 12   | 120    | 1º        |
| 2006   | Campionato mondiale Formula 1 | Williams F1 Team                      | Williams FW28-Cosworth    | 18   | 0    | 1  | 0        | 0    | 4      | 17º       |
| 2007   | Campionato mondiale Formula 1 | AT&T Williams F1 Team                 | Williams FW29-Toyota      | 17   | 0    | 0  | 0        | 0    | 20     | 9º        |
| 2008   | Campionato mondiale Formula 1 | AT&T WilliamsF1 Team                  | Williams FW30-Toyota      | 18   | 0    | 0  | 0        | 2    | 17     | 13º       |
| 2009   | Campionato mondiale Formula 1 | AT&T Williams F1 Team                 | Williams FW31-Toyota      | 17   | 0    | 1  | 0        | 0    | 34,5   | 7º        |
| 2010   | Campionato mondiale Formula 1 | Mercedes GP Petronas Formula One Team | Mercedes MGP W01          | 19   | 0    | 0  | 0        | 3    | 142    | 7º        |
| 2011   | Campionato mondiale Formula 1 | Mercedes GP Petronas F1 Team          | Mercedes MGP W02          | 19   | 0    | 0  | 0        | 0    | 89     | 7º        |
| 2012   | Campionato mondiale Formula 1 | Mercedes AMG Petronas F1 Team         | Mercedes F1 W03           | 20   | 1    | 2  | 1        | 2    | 93     | 9º        |
| 2013   | Campionato mondiale Formula 1 | Mercedes AMG Petronas F1              | Mercedes F1 W04           | 19   | 3    | 0  | 2        | 4    | 171    | 6º        |
| 2014   | Campionato mondiale Formula 1 | Mercedes AMG Petronas F1 Team         | Mercedes F1 W05           | 19   | 11   | 5  | 5        | 15   | 317    | 2º        |
| 2015   | Campionato mondiale Formula 1 | Mercedes AMG Petronas F1 Team         | Mercedes F1 W06           | 19   | 7    | 5  | 6        | 15   | 322    | 2º        |
| 2016   | Campionato mondiale Formula 1 | Mercedes AMG Petronas F1 Team         | Mercedes F1 W07           | 21   | 8    | 6  | 9        | 16   | 385    | 1º        |
| Totale |                               |                                       |                           | 291  | 42   | 30 | 41       | 91   | 2131,5 |           |

## Riconoscimenti
- Trofeo Lorenzo Bandini (2011)
- Trofeo Pole FIA (2014)
- Pilota dell'anno dell'ADAC (2016)[11]
- Autosport International Racing Driver of the Year (2016)[12]
- Rivelazione dell'anno ai Laureus World Sports Awards (2017)
- Inserito nella FIA Hall of Fame (2017)

## Vita privata
Il padre di Nico è il campione del mondo di Formula 1 1982 Keke Rosberg che vinse proprio con la Williams, scuderia con cui Nico ha esordito. L'11 luglio 2014 Rosberg si è sposato a Montecarlo con la fidanzata Vivian Sibold, con la quale ha avuto due figlie, Alaϊa, nata il 30 agosto 2015 e Naila, nata il 16 settembre 2017.
Oltre al tedesco, Rosberg parla fluentemente italiano, francese, inglese e finlandese, oltre a saper parlare anche un po' di spagnolo.